# غمسها أو اضغطها

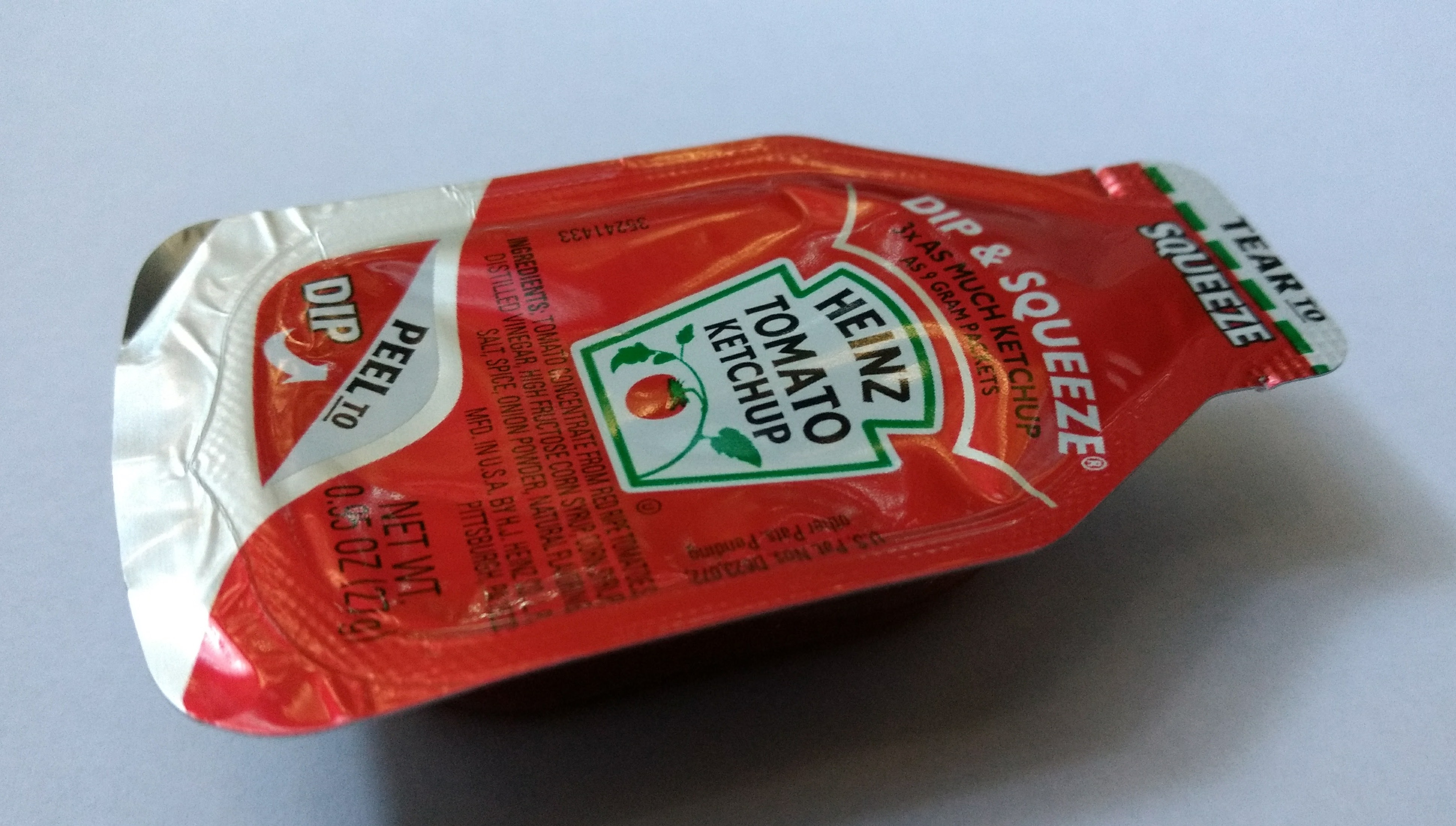
علبة "غمسها أو اضغطها" تم الحصول عليها من مطعم وجبات سريعة بمنطقة سياتل

دِب آند سكويز (والتي تعني «غمسها أو اضغطها») اسم ماركة مسجلة لنوع من أنواع معلبات صوص الطماطم (الكتشب) والتي تستخدمها شركة هاينز الشهيرة، حيث أُعلن عن المنتج في 2010، وتم توزيعه على المستهلكين بمطاعم الوجبات السريعة بالولايات المتحدة في مارس 2011. بينما تم بيع المنتج لاحقًا في 2011 بطريقة مباشرة إلى مستهلكي البيع القطاعي في تارجيت والمحل الشهير وول-مارت.
وحصل هذا التصميم على جائزة مسابقة جمعية المطاعم القومية لإبداعات منتجات الطعام والمشروبات في 2011. بالإضافة إلى حصوله على الجائزة الفضية في مسابقة DuPont الثالثة والعشرين للتغليف والتعبئة في 2011.
و يمكن للمستهلك أن يستعمل المنتج -والذي هو على شكل زجاجة- إما عن طريق إزالة عنق المنتج والتي تم تصميمها بواسطة الليزر وتصميم باقي الزجاجة باستخدام المكبس الحراري الهيدروليكي أو نزع الغلاف المحكم و «التغميس» في الكاتشب.
صُمِمَ هذا المنتج خصيصًا لسهولة استخدامه بيد واحدة داخل السيارات.فقد شاهد مصنعو المنتج المستهلكين وهم يستخدمون منتجات الكاتشب العادية من مرايا ذات الإتجاه الواحد (عازلة) من أجل تقييم كيفية استخدام المنتج وتصميم وابتكار منتجا جديدة. علاوة على ما سبق، قام نائب مدير شركة هاينز-والذي بدوره أيضًا مسئول عن قسم التوزيع- بشراء حافلة صغيرة مستعملة واختبر منتجات الشركة في نوافذ قسم السيارات في مطاعم الوجبات السريعة.
يصرح مدير بسلسلة Chick-Fil-A أن بعض المستهلكين قاموا بتكديس المنتجات ذو الشكل الجديد بعد إصدارها للسوق.

## دعاوي قضائية
كان براءة اختراع هذا التصميم الخاص بالشركة موضع الدعوى القضائية التي رفعها دايفيد وورنسكي، وهو رجل أعمال من ديترويت يدَعي أنه عرض بالفعل نموذج مبدأي مماثل للمديرين التنفيذيين بهاينز في 2008. وحكمت محكمة 2012 لصالح هاينز في 2014. بينما في إبريل 2015، وجد القضاء أن هاينز لا تدين لوورنسكي  بأي تعويضات على الإطلاق.
رفع سكوت وايت، وهو مخترع من شيكاغو، دعوة أخرى في عام 2012.